# Ripley megye (Missouri)
Ripley megye az Amerikai Egyesült Államokban, azon belül Missouri államban található. Megyeszékhelye és legnagyobb városa Doniphan. Lakosainak száma 10 679 fő (2020. április 1.). Ripley megye Carter, Randolph, Clay, Oregon és Butler megyékkel határos.

## Népesség
A megye népességének változása:
| Lakosok száma | 14 107 | 14 134 | 14 047 | 14 032 | 13 802 | 10 679 |
|               | 2010   | 2011   | 2012   | 2013   | 2015   | 2020   |